# 蟻川恒正
蟻川 恒正（ありかわ つねまさ、1964年9月 - ）は、日本の法学者。専門は憲法。日本大学法科大学院教授。元東京大学教授。樋口陽一門下。

## 経歴
- 1988年3月 - 東京大学法学部卒業
- 1988年4月 - 東京大学法学部助手
- 1991年9月 - 東北大学法学部助教授
- 2004年4月 - 東北大学大学院法学研究科教授
- 2006年4月 - 東京大学大学院法学政治学研究科教授
- 2012年4月 - 日本大学法科大学院教授

## 事件
2007年5月11日、東京都迷惑防止条例違反（山手線内での20歳女性会社員の尻に触れた痴漢容疑）で、被害女性に取り押さえられ、新宿駅で駅員に引き渡されたところを警視庁新宿警察署の警察官に現行犯逮捕された。警察の取調べでは、蟻川が「犯罪とは認識していたが、好みの女性だったので痴漢をしてしまった」、「犯罪であることは認識している。申し訳ないことをした」と供述していると、新聞報道された。6月29日に辞職届を提出したが、東大は事実関係を調査中として承認しなかった。しかし、「期間の定めのない雇用で当事者が解約を申し入れた場合、申し入れから２週間を経過したら雇用は終了する」とする民法627条の規定により、7月14日に解約が成立し、辞職となった。その後、日本大学に着任するまで、「憲法研究者」という肩書きで執筆活動等をしていた。

## 著書
- 『憲法的思惟―アメリカ憲法における「自然」と「知識」』（創文社、1994年） doi: 10.11501/12677164
- 『尊厳と身分――憲法的思惟と「日本」という問題』（岩波書店、2016年）
- 『憲法解釈権力』（勁草書房、2020年）
- 『戦後憲法史と並走して 学問・大学・環海往還』樋口陽一 著、蟻川恒正 聞き手（岩波書店、2024年）

## 論文
- 「思想の自由」（樋口陽一編『講座憲法学3』日本評論社、1994年）
- 「思想の自由と団体紀律」（『ジュリスト』1089号、1996年）
- 「国家と文化」（岩村正彦編『岩波講座現代の法（1）現代国家と法』、岩波書店、1997年）
- 「自己決定権」（高橋和之・大石眞編『憲法の争点（第3版）』、有斐閣、1999年）
- 「自己決定権の『思想』をさぐる」（『AERA Mook 憲法がわかる。』、朝日新聞社、2000年）
- 「表現の自由」（『法律時報』72巻11号、2000年）
- 「国立大学法人論」（『ジュリスト』1222号、2002年）
- 「署名と身体」（『法律時報』74巻11号、2002年）
- 「政府と言論」（『ジュリスト』1244号、2003年）
- 「近代法の脱構築」（『法社会学』58号、2003年）
- 「＜通過＞の思想家――サンフォード・レヴィンソンの憲法理論」（藤田宙靖・高橋和之編『憲法論集――樋口陽一先生古稀記念』、創文社、2004年）
- 「思想犯罪の法構造（1）」『法学』67巻5号、2004年）
- 「文書館の思想」（『現代思想』32巻12号、2004年）
- 「立憲主義のゲーム」（『ジュリスト』1289号、2005年）
- 「日本国憲法における公と私の境界」（『法律時報』80巻6号、2008年）
- 「自由をめぐる憲法と民法」（『法学セミナー』53巻10号、2008年）